# Empidonomus aurantioatrocristatus
Empidonomus aurantioatrocristatus là một loài chim trong họ Tyrannidae.